# Лапшинский сельский совет
Лапшинский сельский совет (укр. Лапшинська сільська рада) — входит в состав
Бережанского района
Тернопольской области
Украины.
Административный центр сельского совета находится в 
с. Лапшин.

## Населённые пункты совета
- с. Лапшин
- с. Гаёк